# Cmentarz ewangelicki w Puńsku
Cmentarz ewangelicki w Puńsku – cmentarz ewangelicko-augsburski znajdujący się w Puńsku. 
Do zakończenia II wojny światowej cmentarz był wykorzystywany przez miejscową społeczność luterańską, opuszczony w wyniku wyjazdu ewangelików w trakcie wojny i tuż po jej zakończeniu. Zachowane pozostają na nim trzy nagrobki.